# Эррера, Руперто
Руперто Эррера Табио (исп. Ruperto Herrera Tabio; 6 декабря 1949 года, Гавана) — баскетболист, игрок национальной сборной Кубы. Бронзовый призёр Олимпийских игр 1972 года, бронзовый призёр Панамериканских игр 1971 года, бронзовый призёр Универсиады 1970 года. В 2015 году был введён в зал славы ФИБА.
В 1985 году избран президентом Федерации баскетбола Кубы, в 1986—1994 годах являлся членом Центрального совета ФИБА.
Имел рост 198 см, и вес 95 кг, играл на позициях атакующего защитника и легкого форварда. 

## Клубная карьера
На высоком уровне выступал с 1964 по 1982 годы, играл в составах клубов: «Капиталинос», «Индустриалес» и «Гавана». Является девятикратным чемпионом высшей кубинской лиги: 1964, 1965, 1966, 1967, 1968, 1969, 1971, 1973, и 1975 годов.

## Карьера в сборной
В составе национальной сборной Кубы, сыграл на четырёх летних Олимпийских играх:
- Мехико 1968 — 11 место,
- Мюнхен 1972 — 3 место,
- Монреаль 1976 — 7 место,
- Москва 1980 — 6 место.

Также принимал участие в двух чемпионатах мира по баскетболу:
- Югославия 1970 — 8 место,
- Пуэрто-Рико 1974 — 4 место.

Является обладателем бронзовой медали летних Олимпийских игр 1972 года.